# Tényő
Tényő is een plaats (község) en gemeente in het Hongaarse comitaat Győr-Moson-Sopron. Tényő telt 1473 inwoners (2001).